# 50 Cent: Blood on the Sand
50 Cent: Blood on the Sand is een computerspel ontwikkeld door Swordfish Studios en uitgegeven door THQ. De Japanse versie werd uitgegeven door Bethesda Softworks. Het spel kwam uit in Europa op 20 februari 2009 voor op de PlayStation 3 en Xbox 360. Het is een vervolg op het spel 50 Cent: Bulletproof.

## Verhaal
Het spel draait om de rapper 50 Cent. Co-op partners besturen Tony Yayo, Lloyd Banks of DJ Whoo Kid. De co-op partner wordt bestuurd door de computer of een echte speler.
Het spel speelt zich af in een niet genaamd dorpje in het Midden-Oosten. 50 Cent en de G-Unit geven hier een optreden. Na het optreden kon de betaling van 10 miljoen dollar niet opgebracht worden. Daarom worden ze betaald met een diamanten en parels ingelegde schedel. De schedel wordt gestolen door een terroristengroep geleid door ene Kamal. 50 Cent besluit om de schedel koste wat het kost terug te krijgen, maar komt erachter dat de vijand veel meer is dan slechts een terroristengroep.

## Ontvangst
| Beoordeeld door | Platform      | Datum            | Score |
| --------------- | ------------- | ---------------- | ----- |
| IGN UK          | Xbox 360      | 20 februari 2009 | 76%   |
| Gameplanet      | Xbox 360      | 30 maart 2009    | 75%   |
| Da Gameboyz     | PlayStation 3 | 2009             | 75%   |
| PSX Extreme     | PlayStation 3 | 25 februari 2009 | 75%   |
| IGN Australia   | Xbox 360      | 22 februari 2009 | 75%   |
| IGN             | PlayStation 3 | 24 februari 2009 | 71%   |
| Boomtown        | Xbox 360      | 24 maart 2009    | 70%   |
| GameTrailers    | PlayStation 3 | 4 maart 2009     | 70%   |
| 1UP             | PlayStation 3 | 26 februari 2009 | 50%   |
| Game Critics    | Xbox 360      | 23 mei 2009      | 50%   |